# Luka Vezilić
Luka Vezilić, född 2 juli 1948 i Cavtat, är en före detta jugoslavisk vattenpolomålvakt. Han ingick i Jugoslaviens landslag vid olympiska sommarspelen 1980.
Vezilić tog OS-silver i den olympiska vattenpoloturneringen i Moskva.